# Marszałek nadworny koronny
Marszałek nadworny koronny (łac. mareschalus curiae) – urząd centralny I Rzeczypospolitej.
Powstał w 1409, gdy dotychczasowy marszałek nadworny króla polskiego został marszałkiem wielkim koronnym. Wtedy to, gdy kompetencje marszałka wielkiego uległy poszerzeniu, dano mu do pomocy marszałka nadwornego koronnego.
Marszałek nadworny koronny był zastępcą marszałka wielkiego koronnego i mógł działać samodzielnie tylko pod jego nieobecność. Do jego zwykłych kompetencji należał nadzór nad dworem królewskim. Jako jeden z 10 ministrów Rzeczypospolitej wchodził do Senatu.
Wchodził w skład generalnego sądu kapturowego.

## Lista  marszałków  nadwornych  koronnych
- Paszek z Bogumilowic (1409–1410)
- Piotr Niedźwiedzki (1410–1419)
- Jędrzej Brochocki (1419–?)
- Wawrzyniec Zaremba z Kalinowy (?–1428)
- Domarat Kobylański (1428–1440)
- Jakub Przekora z Morawian (1440–?)
- Mikołaj Lanckoroński
- Piotr Oleśnicki z Sienna
- Andrzej Tęczyński z Rabsztyna
- Jan z Brzezia Lanckoroński
- Jan Bejzat z Mokrska
- Mikołaj Zakrzowski
- Hynek z Balic, z Gorenic
- Jan Lanckoroński z Brzezia
- Jan Szczekocki przed 1454
- Jan Bejzat z Mokrska (–1455)
- Jan Kuropatwa (1455–1459)
- Piotr Dunin (1459–)
- Michał Lasocki (?–1472)
- Paweł Jasieński (1472–1475)
- Piotr Kurozwęcki (1475–1477)
- Stanisław Lanckoroński (1477–1489)
- Rafał Leszczyński (1489–1501)
- Jan Rabsztyński (1502–1505)
- Janusz Świerczowski (1505)
- Stanisław Jarocki (1509–1518)
- Piotr Kmita Sobieński (1518–1529)
- Jan Tęczynski (1529–1553)
- Stanisław Maciejowski (1553–1563)
- Stanisław Wolski (1564–1566)
- Stanisław Barzi (1568–1571)
- Andrzej Opaliński (1572–1574)
- Andrzej Zborowski (1574–1588)
- Stanisław Przyjemski (1588–1593)
- Prokop Sieniawski (1594-1596)
- Mikołaj Wolski (1600–1616)
- Andrzej Przyjemski (1617–1618)
- Łukasz Opaliński (1622–1634)
- Stanisław Przyjemski (1634–1642)
- Adam Kazanowski (1643–1649)
- Jerzy Sebastian Lubomirski (1650)
- Łukasz Opaliński (1650–1662)
- Jan Klemens Branicki (1662–1673)
- Stanisław Herakliusz Lubomirski (1673–1674)
- Mikołaj Hieronim Sieniawski (1674–1683)
- Hieronim Augustyn Lubomirski (1683–1692)
- Józef Karol Lubomirski (1692–1702)
- Kazimierz Ludwik Bieliński (1702)
- Wojciech Andrzej Dąmbski (1702–1725)
- Stanisław Franciszek Tarło (1707)[2]
- Stanisław Chomętowski (1725–1726)
- Stefan Potocki (1726–1730)
- Franciszek Bieliński (1732–1742)
- Jerzy August Mniszech (1742–1767)
- Franciszek Wielopolski (1767–1773)
- Jerzy August Mniszech (1773–1775)
- Franciszek Rzewuski (1775–1783)
- Kazimierz Raczyński (1783–1793)
- Stanisław Kostka Bieliński (1793–1795)